# Pacific Four Series
El Pacific Four Series es un torneo internacional de selecciones nacionales femeninas de rugby, agrupando a las selecciones de Australia, Canadá, Estados Unidos y Nueva Zelanda.

## Participantes
- Australia
- Canadá
- Estados Unidos
- Nueva Zelanda

## Historia
La primera edición del nuevo torneo femenino se disputó en 2021, que solo contó con la participación de dos de sus integrantes a consecuencia de la pandemia de COVID-19, en 2022 se incorporaron las dos restantes (Australia y Nueva Zelanda).
Desde la edición 2023 pasó a ser clasificatorio al WXV, y desde 2024 entrega cupos a la Copa Mundial de Rugby Femenino.

## Campeonatos
| Edición | Año  | Campeón       | 2º puesto      | 3º puesto      | 4º puesto      |
| ------- | ---- | ------------- | -------------- | -------------- | -------------- |
| I       | 2021 | Canadá        | Estados Unidos |                |                |
| II      | 2022 | Nueva Zelanda | Canadá         | Estados Unidos | Australia      |
| III     | 2023 | Nueva Zelanda | Canadá         | Australia      | Estados Unidos |
| IV      | 2024 | Canadá        | Nueva Zelanda  | Estados Unidos | Australia      |
| V       | 2025 | Nueva Zelanda | Canadá         | Australia      | Estados Unidos |

## Posiciones
- Número de veces que los equipos ocuparon cada posición en todas las ediciones.

| Equipo         | Campeón | 2º puesto | 3º puesto | 4º puesto |
| -------------- | ------- | --------- | --------- | --------- |
| Nueva Zelanda  | 3       | 1         |           |           |
| Canadá         | 2       | 3         |           |           |
| Estados Unidos |         | 1         | 2         | 2         |
| Australia      |         |           | 2         | 2         |